# Xã Pine Point, Quận Becker, Minnesota
Xã Pine Point (tiếng Anh: Pine Point Township) là một xã thuộc quận Becker, tiểu bang Minnesota, Hoa Kỳ. Năm 2010, dân số của xã này là 400 người.